# Мура (святой)

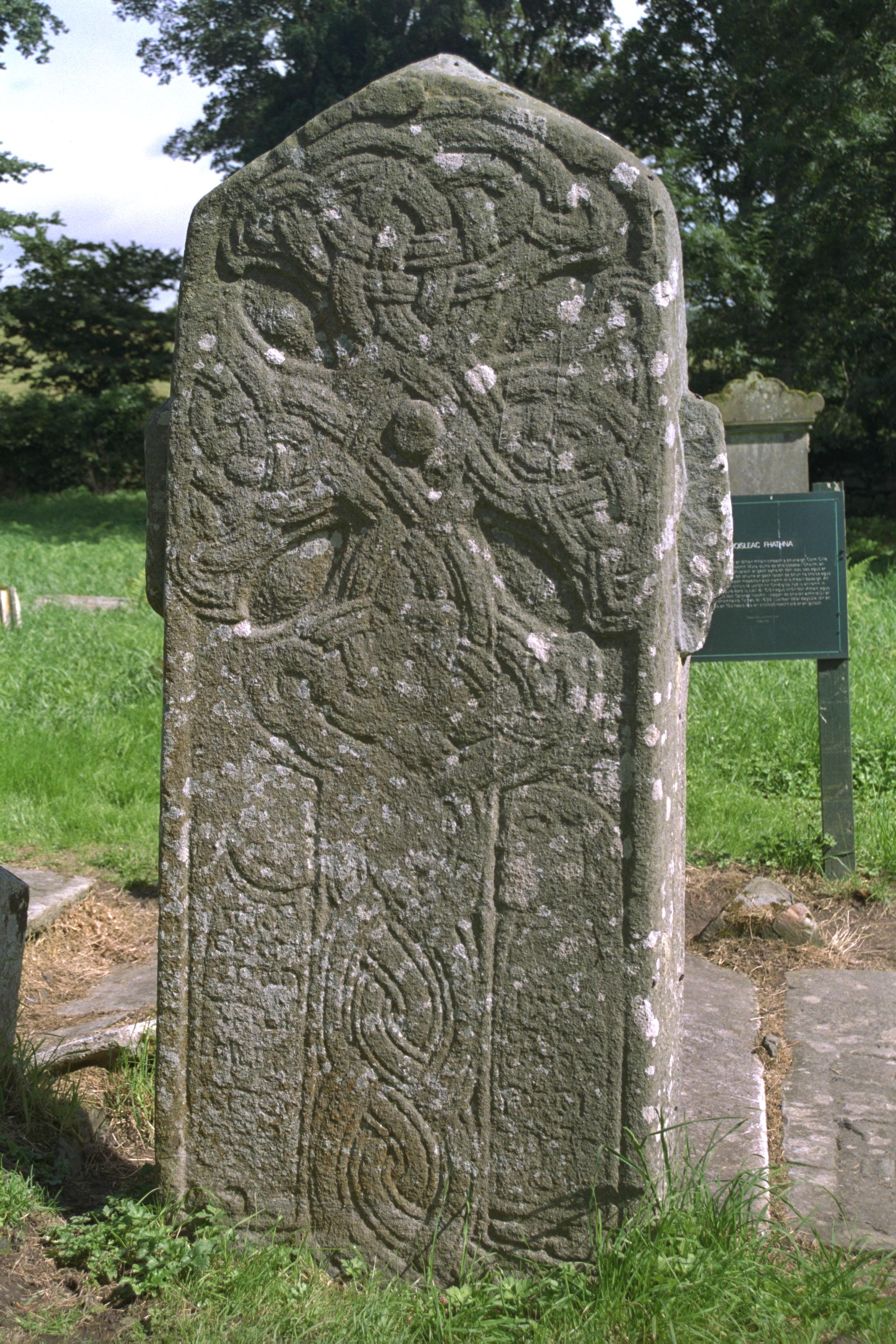
Западная сторона «Креста Фахана».
Фигуры внизу, возможно, изображают основателей монастыря в Фахане, святого Муру и верховного короля Ирландии Аэда Уариднаха

Мура (умер в 645) — первый настоятель монастыря в Фоне (Фахане). День памяти — 12 марта.

## Биография
Святой Мура мак Фередайг, иначе Муран (Muran, Muranus), Мурам (Murames), или Муру (Muru) родился в Донегале, Ирландия. Святой Колумба поставил его первым настоятелем монастыря в Фоне, что в Инишоуэне, графство Донегол.
Сохранились епископский посох и колокольчик святого Муры. Посох находится в Ирландской королевской академии, а колокольчик — в Собрании Уоллеса в Лондоне. Его крест также сохраняется в Фоне как национальный монумент. Святого Муру почитают покровителем клана О’Нейллов и Фона.